# António Correia
António de Arriaga Mardel Correia (16 de julio de 1933-22 de abril de 2012) fue un deportista portugués que compitió en vela en la clase Star. Ganó una medalla de bronce en el Campeonato Europeo de Star de 1958.

## Palmarés internacional
| Campeonato Europeo | Campeonato Europeo | Campeonato Europeo | Campeonato Europeo |
| Año                | Lugar              | Medalla            | Clase              |
| ------------------ | ------------------ | ------------------ | ------------------ |
| 1958               | ND                 | Medalla de bronce  | Star               |